# 突然炎のごとく
『突然炎のごとく』（とつぜんほのおのごとく、フランス語: Jules et Jim, 「ジュールとジム」の意）は、フランソワ・トリュフォーの監督による、1962年のフランスの長編映画である。トリュフォー監督の長編3作目、日本では、1999年（平成11年）に『突然炎のごとく ジュールとジム』のタイトルで再公開された。

## 概要

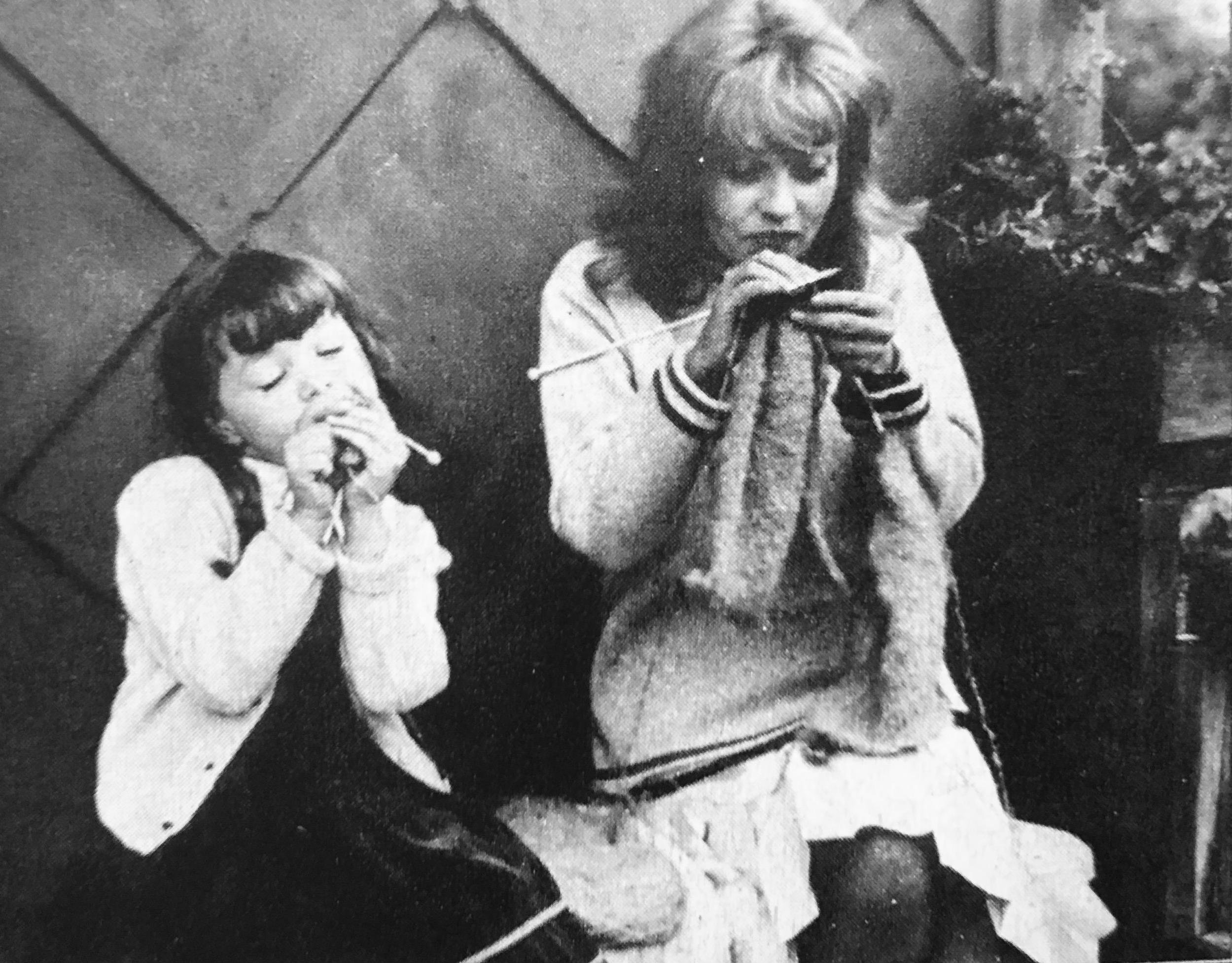
ジャンヌ・モロー

原作はアンリ＝ピエール・ロシェの小説。ストーリーの大枠は同名の作品に基づいているが、いくつかのエピソードやセリフはロシェの他の作品から取り出したものである。トリュフォーがロシェの小説を読んだのは21歳のときだが、映画化する決心をしたのはエドガー・G・ウルマー監督の西部劇『裸の夜明け』を見たときだという。
シナリオ全体を通してアポリネールへの目配せに満ちているが、カトリーヌのキャラクターはアポリネールの恋人だったこともあるマリー・ローランサンをモデルにしている。ローランサンはアンリ＝ピエール・ロシェの愛人だったこともある。また、『つむじ風―「突然炎のごとく」の真実の物語』によれば、ジュールのモデルはユダヤ系ドイツ人作家フランツ・ヘッセル（Franz Hessel）である。
カトリーヌが歌うシャンソン『つむじ風』（仏語:Le Tourbillon）は、撮影中にボリス・バシアクがモローのために遊びでつくったもの。それを聞いたトリュフォーが即興で映画に取り入れた。カトリーヌがセーヌ川に飛び込むシーンは、スタントの女性がやりたがらなかったので、モロー自身が飛びこんだ。セーヌ川の水は汚く、のどをやられてしまったという。

## 公開
1962年1月23日、フランスで公開された。同年4月23日、アメリカ合衆国で公開。
日本では『映画評論』1962年12月号にシナリオが『ジュールとジム』のタイトルで掲載された（翻訳：岡田真吉）。1963年4月1日から10日にかけて第3回フランス映画祭が東京都千代田区の東商ホールで開催された。『突然炎のごとく』のほか、ジャン＝ガブリエル・アルビコッコの『金色の眼の女』と『アメリカのねずみ』、『ミス・アメリカ パリを駆ける』『シベールの日曜日』『女はコワイです』『不滅の女』『地下室のメロディー』『地獄の決死隊』の計9本の長編と、短編映画『ふくろうの河』が上映された。本作品は4月2日に上映された。フランソワ・トリュフォー、アラン・ドロン、マリー・ラフォレ、セルジュ・ブールギニョン、アレクサンドラ・スチュワルト、アルベール・ラモリス、フランソワーズ・ブリオンらが映画祭に参加するため来日した。トリュフォーは初来日だった。
1964年2月1日、日本で一般公開された。
ジャンヌ・モロー演じるカトリーヌの奔放で開放的なキャラクターは多くの女性から共感を得た。トリュフォーのもとには「カトリーヌはわたしです」という内容の手紙が世界中から届いたという。特に当時女性解放運動が活発化しつつあったアメリカとイギリスでは、フランス映画としては異例のヒットを記録した。ただし、トリュフォー自身は、本作が「女性映画」のレッテルを貼られて政治的な文脈で評価されることや、登場人物と自分とを短絡的に結びつける自己愛的な映画の見方に対して否定的である。

## ストーリー
「きみを愛している」とあなたは言った
「待って」とわたしは言った
「わたしを抱いて」とわたしは言おうとした
「もう用はない」とあなたは言った
オーストリアの青年ジュールはモンパルナスでフランス青年のジムと知り合った。文学という共通の趣味を持つ2人はすぐに打ち解け、無二の親友となる。
2人はある時、幻燈会に行き、アドリア海の島の写真に映った女の顔の彫像に魅了された。それからのち、2人はカトリーヌという女と知り合い、同時に恋に落ちてしまう。彼女は島の彫像の女と瓜ふたつだったからだ。カトリーヌは自由奔放そのものの女性で、男装して街に繰り出したり、ジュールとジムが街角で文学談義を始めると、突然セーヌ川に飛び込んで2人を慌てさせるような女性だった。積極的だったのはジュールのほうで、彼はカトリーヌに求婚しパリのアパートで同棲を始め、ジムは出版社と契約ができて作家生活の第一歩を踏み出した。
やがて第一次世界大戦が始まり、ジュールとジムはそれぞれの祖国の軍人として戦線へ行ったが、ともに生きて祖国へ帰った。カトリーヌと結婚したジュールが住むライン河上流の山小屋に、ジムは招待された。その頃、ジュールとカトリーヌの間には6つになる娘もいたが、2人の間は冷えきっていた。ジュールはジムに彼女と結婚してくれと頼む。そうすれば彼女をつなぎとめられると思ったからだ。しかも、自分も側に置いてもらうという条件で…。そうして、3人の奇妙な共同生活が始まった。危ういバランスを保った三角関係は、しかし、カトリーヌにギター弾きの愛人が他にいたことで崩れてしまう。ジムは瞬間しか人を愛せない彼女に絶望し、パリへ帰っていった。
数ヶ月後、映画館で3人は再会した。映画がはねた後、カトリーヌはふいにジムを車で連れ出した。怪訝な面持ちのジムとは対照的に、カトリーヌは穏やかな顔でハンドルを握る。そして、取り残されたジュールの目の前で、2人を乗せた車は壊れた橋から転落して行った。
ジュールは2つの棺を火葬場に運ばせ、2人の遺灰を混ぜて埋葬した。そしてようやく、肩の荷を下ろした気持ちになるのであった。

## キャスト
| 役名         | 俳優                 | 日本語吹替                               |
| 役名         | 俳優                 | テレビ朝日版                             |
| ------------ | -------------------- | ---------------------------------------- |
| カトリーヌ   | ジャンヌ・モロー     | 此島愛子                                 |
| ジュール     | オスカー・ウェルナー | 富山敬                                   |
| ジム         | アンリ・セール       | 堀勝之祐                                 |
| ジルベルト   | ヴァンナ・ウルビーノ | 吉田理保子                               |
| アルベール   | ボリス・バシアク     | 千田光男                                 |
| テレーズ     | マリー・デュボア     | 秋山ひかり                               |
| ナレーション | ミシェル・シュボール | 津嘉山正種                               |
| 不明 その他  |                      | 多田幸男 福田信昭 田原アルノ 秋元千賀子  |
|              |                      |                                          |
| 演出         | 演出                 | 水本完                                   |
| 翻訳         | 翻訳                 | 入江敦子                                 |
| 効果         | 効果                 | 南部満治/大橋勝次                        |
| 調整         | 調整                 | 中村修                                   |
| 制作         | 制作                 | ザック・プロモーション                   |
| 解説         | 解説                 | 飯干恵子                                 |
| 初回放送     | 初回放送             | 1987年6月27日 『ウィークエンドシアター』 |

## 影響
- ジャン＝リュック・ゴダールは本作に刺激されて『気狂いピエロ』をつくったという。
- クエンティン・タランティーノ監督の『パルプ・フィクション』に“Don't fucking Jimmy me, Jules”というセリフがある（本作の英題“Jules and Jim（ジュールとジム）”を意識している）。
- ジャン＝ピエール・ジュネ監督の『アメリ』において、本作の2つのシーンが引用されている。
- キャメロン・クロウ監督の『バニラ・スカイ』において何度も本作がリファレンスされている。
- ポール・マザースキーが『ウィリーとフィル 危険な関係』でこの映画にオマージュを捧げている。
- 井筒和幸が同じ題名の『突然炎のごとく』（1994年）を製作している。
- 降旗康男の『あ・うん』（1989年）は中年バージョンで描いている。